# 道の駅ふぉレスト君田
道の駅ふぉレスト君田（みちのえき ふぉレストきみた）は、広島県三次市君田町泉吉田にある広島県道39号三次高野線の道の駅である。
「ふぉレスト」は、森（フォレスト）と、休息（レスト）を組み合わせた言葉で「森の中の休憩所」という意味がある。施設の一角に広島県下唯一の重曹泉の温泉宿泊施設、君田温泉「森の泉」があり、令和5年10月2日から令和6年7月末まで休業中であったが同年8月1日から事業者が代わってリニューアルオープンしている。またRVパークやドッグランが開設されるなど施設の充実が図られている。

## 施設
- 駐車場：153台
  - 普通車：150台
  - 大型車：3台
  - 身障者用：2台
- トイレ
  - 男：大 7器・小 13器
  - 女：12器
  - 身障者用：3器
- 公衆電話：2台
- レストラン「囲炉裏」（11:00 - 15：00、17:00 - 21:00）
- 売店
  - 「おはよう市」（地元産農産物の販売）（8:30 - 16:00）
  - 「森のパン屋さん」（休業中）
- 宿泊施設
  - 君田温泉「森の泉」
  - コテージ・四季の家
- 温泉
  - 君田温泉「森の泉」（11:00 - 21:00　※最終受付20：30まで）
- 休憩所（8:30 - 17:00）
- 体験施設：
  - 「食彩館」体験交流型農林産物処理加工施設
- 公園：子供広場
- 情報コーナー (24H)
- ベビーベッド
- 郵便ポスト（三次郵便局）
- レンタサイクル
- RVパーク
- ドッグラン

## 休館日
- 第3火曜日

## 交通アクセス
広島県道39号三次高野線（広島県道62号庄原作木線重複区間）と広島県道456号下門田泉吉田線の交点付近にある。
- 広島県道39号三次高野線（JR三次駅から車で約15分）[3]
  - 三次市中心部（三次駅・国道375号 三次IC方面） - 三次市君田町 道の駅ふぉレスト君田 - 庄原市口和町（松江自動車道 口和IC） - 庄原市高野町
- 広島県道62号庄原作木線（口和町大月-道の駅ふぉレスト君田-君田町東入君で広島県道39号三次高野線と重複）
  - 庄原市川北町 - 庄原市口和町（松江自動車道 口和IC） - 三次市君田町 道の駅ふぉレスト君田 - 三次市布野町 - 三次市作木町
- 松江自動車道（口和ICから広島県道39号三次高野線経由約3km）
  - 三次東JCT（三次東IC / 尾道自動車道 / 中国自動車道） - 口和IC - 高野IC - 松江市 宍道JCT（山陰自動車道）方面
- 中国自動車道（三次ICから国道375号・広島県道39号三次高野線経由約20分）
  - 広島北JCT（広島自動車道）・千代田JCT（浜田自動車道）方面 - 三次IC - 三次東JCT（三次東IC / 松江自動車道 / 尾道自動車道） - 庄原IC - 北房JCT（岡山自動車道）方面

### バス
バス停留所は道の駅前の広島県道39号三次高野線・広島県道62号庄原作木線沿いに櫃田口（ひつたぐち）バス停がある。
- 宮内線 / 下高野線（備北交通[4]）
  - （三次工業団地 - ）三次中央病院 - 三次駅前 - 三次もののけミュージアム - 横路橋 - 君田支所 - 櫃田口 - モーモー物産館・口和診療所 - 下宮内 / 道の駅たかの・新市車庫
- 三次市民バス 君田町線（青コース）[5]（三次市） 櫃田口バス停

## 周辺
- 神之瀬峡